# Thomas M. Woodruff
Thomas M. Woodruff (* 3. Mai 1804 in New Jersey; † 28. März 1855 in New York City) war ein US-amerikanischer Politiker. Zwischen 1845 und 1847 vertrat er den Bundesstaat New York im US-Repräsentantenhaus.

## Werdegang
Thomas M. Woodruff wurde Anfang des 19. Jahrhunderts in New Jersey geboren. Politisch gehörte er der American Party an. Bei den Kongresswahlen des Jahres 1844 wurde er im fünften Wahlbezirk von New York in das US-Repräsentantenhaus in Washington, D.C. gewählt, wo er am 4. März 1845 die Nachfolge von Moses G. Leonard antrat. Er schied nach dem 3. März 1847 aus dem Kongress aus. Während seiner Zeit als Kongressabgeordneter brach der Mexikanisch-Amerikanische Krieg aus. Nach dem Ende seiner Amtszeit arbeitete er als Tischler und war später in New York City im Möbelgeschäft tätig. Er starb dort am 28. März 1855 und wurde auf dem First Presbyterian Church Cemetery in Newark (New Jersey) beigesetzt.